# 魏扶
魏扶（？—850年7月14日），字相之，唐朝官员，唐宣宗年间任宰相。
魏扶虽居高位，但作为唐朝官史的两唐书没有他的传，故其家世几无记载。据《新唐书·宰相世系二（魏氏）》，他的祖父叫魏盈，父亲叫魏昌，均无官职。《全唐诗》收入了魏扶的三首诗并对他做了简单介绍，称他在唐文宗大和四年（830年）中了进士。主考官为时任礼部侍郎郑澣。
魏扶曾主管科考，选王凝为进士甲科。唐宣宗大中元年（847年）二月，魏扶在礼部侍郎任上奏称自己今年所放进士三十三人，其中封彦卿、崔琢、郑延休三人都有词艺，为时人所称，都因父兄现居重位而不得中选。诏令翰林学士承旨、户部侍郎韦琮重考。九月，与前宰相潮州司马李德裕素来不和的白敏中、令狐绹、崔铉指使前永宁县尉吴汝纳告发先前会昌四年（844年）淮南节度使李绅杀其弟江都县尉吴湘事，时任御史中丞的魏扶与大理卿卢言、刑部侍郎马植说：“李绅杀无罪之人，李德裕促成其冤，还为此黜退御史（崔元藻），罔上不道。”于是李德裕被贬为崖州司户参军事。二年（848年）十一月，魏扶在兵部侍郎、判户部事任上奏请天下州府钱物、斛斗、文簿都委录事参军专判，仍与长史通判，至交代时具数申奏。三年（849年）四月，魏扶以正议大夫、行兵部侍郎、判户部事、上柱国、钜鹿县开国男、食邑五百户、赐紫金鱼袋被授同中书门下平章事，为实质宰相。他与同僚宰相令狐绹因同为郑澣门生，为报恩，数次张扬郑澣子郑从谠的声誉，使其被提拔为中书舍人。四年（850年）六月，魏扶在宰相任上去世。
魏扶还曾作《对毒药供医登高临宫判》。
李商隐曾作《献侍郎钜鹿公启》《喜舍弟羲叟及第上礼部魏公》。
魏扶之子魏簹字守之，官至刑部侍郎。女儿嫁给天平军节度使薛崇，封钜鹿郡君。